# Marie Hankel

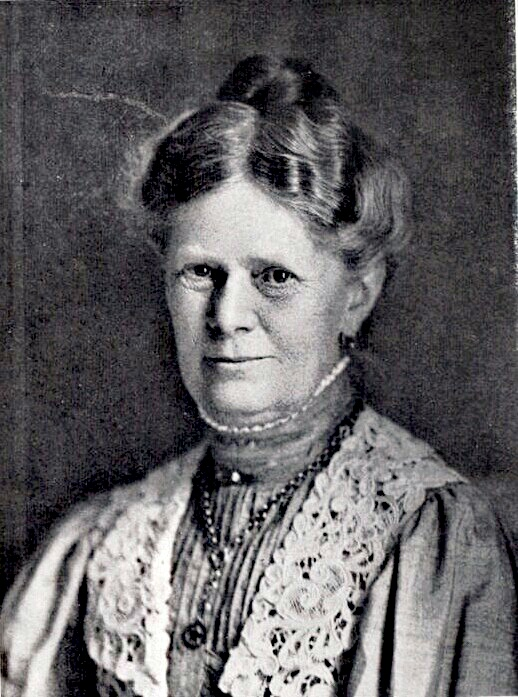
Marie Hankel im Jahr 1911. Fotograf: Hugo Erfurth

Marie Hankel, geb. Julie Karoline Marie Dippe, (* 2. Februar 1844 in Schwerin; † 15. Dezember 1929 in Dresden) war die weltweit erste Esperanto-Dichterin.

## Leben

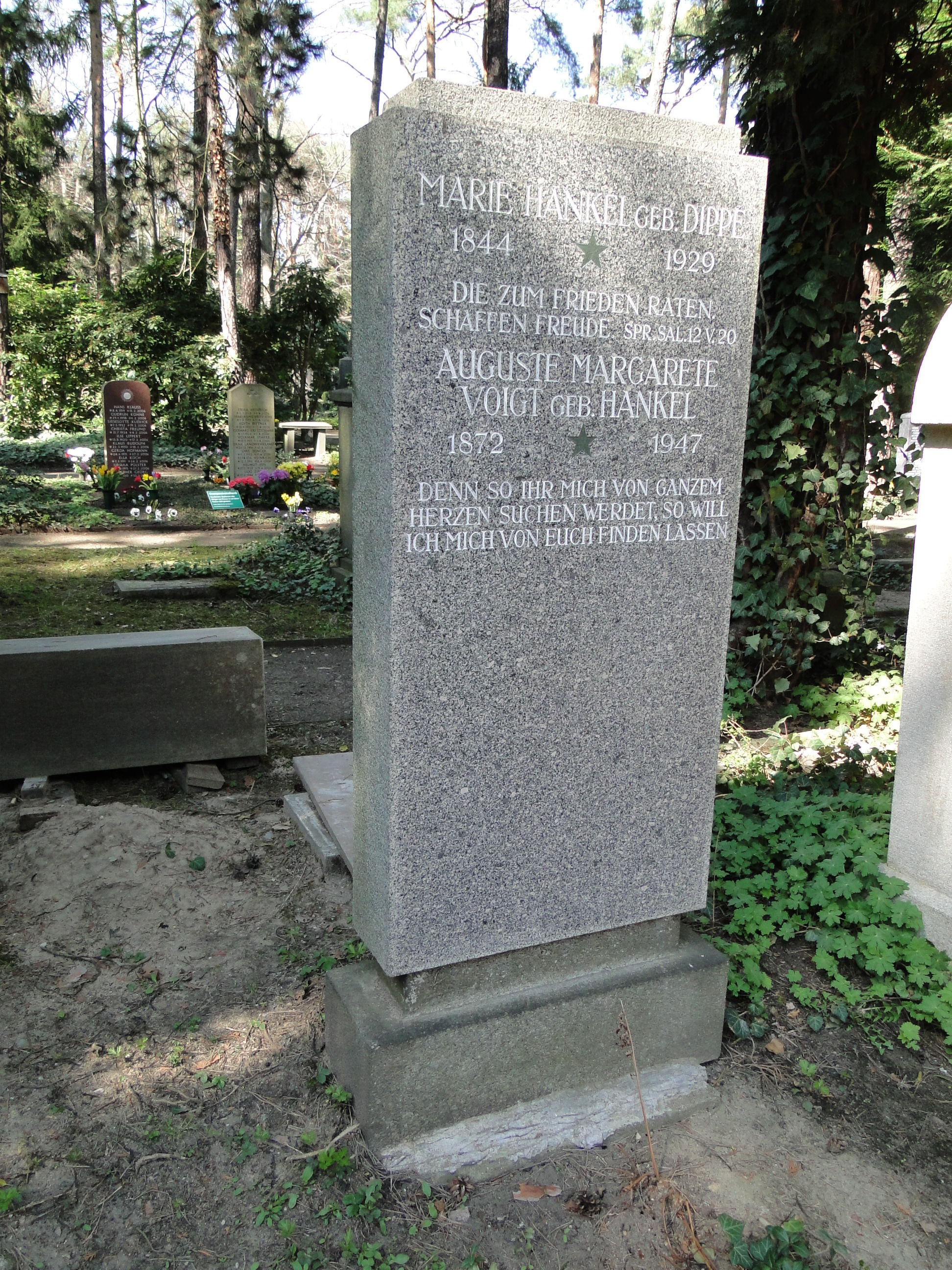
Marie Hankels Grab auf dem Urnenhain Tolkewitz

Hankel kam 1844 in Schwerin als Tochter des Oberlehrers am Friedericianum Martin Christian Dippe (1813–1891) zur Welt. Im Jahr 1868 heiratete sie den Mathematiker Hermann Hankel und zog im gleichen Jahr mit ihrem Mann nach Erlangen sowie 1869 nach Tübingen, wo Hermann Hankel Professor für Mathematik wurde. Zwischen 1869 und 1873 brachte sie zwei Töchter und einen Sohn zur Welt; Margarete (1872–1947), Minna und Martin. Hankels Ehemann verstarb 1873 und sie zog mit ihren zwei noch lebenden Kindern nach Schwerin zurück.
Im Jahr 1902 las Hankel erstmals über die Plansprache Esperanto und erlernte die Sprache ab 1905 zunächst in Schwerin bei Gotthilf Sellin. Im Herbst 1905 zog sie zu ihrer Tochter nach Dresden und gründete hier die Esperanto-Gruppe Libera Unuiĝo Esperantista (Freie Esperantisten-Vereinigung), die jedoch nur kurze Zeit bestand. Ab Spätsommer 1906 war Hankel als Esperanto-Lehrerin aktiv und unterrichtete unter anderem Heinrich Arnhold in der Plansprache. Mit Albert Schramm gründete sie die Dresdner Esperanto-Gesellschaft Societa Esperanto Dresden und organisierte ab 1907 den zweiten Deutschen Esperanto-Kongress, der in Dresden stattfand. Sie stand zu dieser Zeit bereits in Kontakt mit Ludwik Lejzer Zamenhof, den sie auf dem 3. Esperanto-Weltkongress Universala Kongreso de Esperanto in Cambridge persönlich kennenlernte. Ihm schickte sie 1908 auch erste Gedichte, die sie auf Esperanto geschrieben hatte. Im selben Jahr erschien ihr Theaterstück La renkonto, eine Komödie. Für internationale Zeitschriften verfasste sie Beiträge zu Architektur und Literatur und war ab Mitte 1908 Mitorganisatorin des vierten Esperanto-Weltkongresses in Dresden, an dem rund 1500 Esperantisten teilnahmen. Auf dem fünften Esperanto-Weltkongress in Barcelona im September 1909 wurde Hankel für ihr Gedicht La simbolo de L’amo zur Blumenkönigin der 1. Internationalen Blumen-Spiele, einem Esperanto-Poesie-Wettbewerb, für das schönste Liebesgedicht gewählt. Dies gilt als Moment, „der Marie Hankels historischen Ruhm als erste Esperanto-Dichterin begründete“.
Ab 1910 engagierte sich Hankel innerhalb der Esperanto-Bewegung auch für die Rechte der Frauen und hielt unter anderem Vorträge über das Frauenwahlrecht und die Rolle der Frau in der Esperanto-Bewegung. Im Jahr 1911 war sie Mitbegründerin des Esperanto-Literaturbundes Esperantista Literatura Asocio, dessen erste Vorsitzende sie wurde. Sie übersetzte die von Ludwik Lejzer Zamenhof verfasste Dichtung „La Espero“. In der Vertonung des Barons Félicien Menu de Ménil aus Paris avancierte diese zur internationalen bei allen größeren Festlichkeiten der Esperantisten in allen Ländern gesungenen Hymne.
Sie nahm in den Folgejahren an zahlreichen Esperanto-Kongressen weltweit teil und wurde 1914 zum Ehrenmitglied der Esperanto-Gesellschaft Dresden sowie des Deutschen Esperanto-Bundes ernannt. Bis zu seinem Tod stand Hankel mit Zamenhof in schriftlichem Kontakt und korrespondierte ab 1917 auch mit Zamenhofs Witwe. In den 1920er-Jahren steuerte Hankel Vorwörter zu mehreren Übersetzungen ins Esperanto bei, so zu Norbert Barthelmess’ Faust-Übersetzung Goethe Fausto I aus dem Jahr 1923. Im Jahr 1924 stellte sie ihre Biografie Mein Leben fertig.
Hankel verstarb 1929 in Dresden und wurde auf dem Urnenhain Tolkewitz beigesetzt. Die Stadt Dresden benannte im August 2003 die Marie-Hankel-Straße in Laubegast nach ihr. Das Esperanto-Zentrum „Marie Hankel“ an der TU Dresden ist nach der Dichterin benannt und übernahm 2002 einen Teil von Hankels Nachlass. Das Zentrum hatte auch gerade noch rechtzeitig das Grab wiederentdeckt, eine Restaurierung des Grabsteins durch die Stadt Dresden veranlasst und die Straßenbenennung initiiert.  In der Folge wurde im Oktober/November 2004 im Rathaus Leuben die Ausstellung Die erste Esperanto-Dichterin Marie Hankel in ihrer Zeit gezeigt, Im Jahr 2009 wurde auch in Hankels Geburtsort Schwerin eine Straße im Stadtteil Werdervorstadt nach ihr benannt.

## Werke
- La renkonto (Die Begegnung): komedieto originale verkita, in: Tri unuaktaj komedioj: ludataj dum la 4a Internacia Esperantista Kongreso en Dresden. August 1908, S. [87]–96.
- Tie ĉi oni parolas Esperante (Hier spricht man Esperanto): unuakta komedio / de Thomas J. Williams. Trad. kaj aranghita de M. Hankel, in: Tri unuaktaj komedioj: ludataj dum la 4a Internacia Esperantista Kongreso en Dresde. August 1908, S. [55]–86.
- La simbolo de l' amo (Das Symbol der Liebe), in: Unuaj Internaciaj Floraj Ludoj. Barcelona, September 1909, S. [3].
- Sableroj (Sandkörner), Germana Esperanto-Librejo, Leipzig 1911, 91 Seiten.; muziknotoj. – (Internacia Librotrezoro; 2–4)